# グラデーション (SUPER BEAVERの曲)
『グラデーション』は、SUPER BEAVERの17枚目のシングル。2023年4月19日にソニー・ミュージックレコーズよりリリースされた。

## 概要
前作「ひたむき」より約5ヶ月ぶりとなるシングル。表題曲はワーナー・ブラザース映画配給映画『東京リベンジャーズ2 血のハロウィン編 -運命-』主題歌となっている。
初回生産限定盤AとBにはそれぞれ、2022年12月25日にポートメッセなごや新第一展示館にて行われたバンド史上最大規模となる4都市8公演のアリーナツアー「都会のラクダSP ～東京ラクダストーリービヨンド～」のファイナル公演のライブ映像がBlu-rayとDVDにて収録されている。

## 収録曲
全曲作詞・作曲：柳沢亮太、編曲：SUPER BEAVER
1. グラデーション
2. 名前を呼ぶよ -Acoustic ver.-

### 初回生産限定盤映像
- 2022.12.25 ポートメッセなごや 新第1展示館 LIVE映像
SUPER BEAVER「都会のラクダSP ～東京ラクダストーリービヨンド～」
1. 東京流星群
2. スペシャル
3. 証明
4. ラヴソング
5. 突破口
6. VS.
7. ひたむき
8. 名前を呼ぶよ
9. 未来の話をしよう
10. 人として
11. your song
12. 美しい日
13. アイラヴユー
14. 秘密
15. 東京
16. 青い春
17. ロマン
18. 最前線